# Корбетти
Корбетти (англ. Corbetti) — активный стратовулкан в Эфиопии, расположен в Афарской впадине. За последние 50 лет было 16 крупных извержений, последнее из которых произошло в 1989 году.